# 扬·瓦迪斯瓦夫·沃希
扬·瓦迪斯瓦夫·沃希（波蘭語：Jan Władysław Woś，1939年4月19日—）波兰裔历史学家，现居于意大利佛罗伦萨。

## 生平
在波兰华沙结束小学、初中和高中的学业后，沃希于1958年就读于华沙大学哲学系波兰语言和文学专业。次年，转入华沙第一教育学院学习波兰语言学，1961年毕业。此后至1963年8月就职于华沙第197中学，任语文教师及校图书馆管理员。
1963年，重回华沙大学哲学系，主攻中世纪哲学史，研究论题为“有关但丁《神曲》中爱情问题的言论”。在此期间，进修了方法论课程，并通过相关考试，于1967年7月5日获满分毕业。
1967年－1968年，在意大利米兰天主教圣心大学进修中世纪哲学及拉丁文学，进一步加深了对但丁哲学体系的理解和研究；同时学习了十三世纪的拉丁语文学，并举办了两次相关的讲座。
由于1968年波兰国内局势动荡，沃希被迫延长在国外居留的时间。作为“自由研究员”先后工作于比利时鲁汶大学中世纪研究中心（1968－1969年）和意大利佛罗伦萨（1969－1970年），研究十五十六世纪波兰文化与意大利文艺的关系。这些关于波兰和意大利历史的研究成果先后在意大利国内外发表。
1970年，通过考试他获得了在意大利比萨大学文学和哲学系进修一年的机会，随后又获得延长进修一年的机会。期间，他着重研究保罗∙弗拉德米里，从“中世纪哲学和人文系进修班”毕业时（1975年10月27日），他的论文“有关保罗弗拉德米里研究的介绍“荣获满分，其部分内容于1979年发表。此外，他的研究内容还涉及亚历山大·齐力（一位十六七世纪著名的音乐家和学者）和教宗国司仪加尼·保罗·穆卡特等人，不少相关的研究论文在学术刊物上发表。在比萨大学求学期间，他还担任了波兰语言和文化的教学工作。
1972年至1973年他获得意大利文学院那不勒斯历史研究所的奖学金并成功延长一年。此时，他的研究转向安尼巴・卡布阿在波兰十六世纪末的外交活动。